# Brockdorff Klang Labor
Brockdorff Klang Labor (BKL) ist eine deutsche Elektropop-Band aus Leipzig. Die Band bestand bei der Gründung aus den Mitgliedern Nadja von Brockdorff (Nancy Böttner), Sergej Klang (Marcus Psurek) und Ekki Labor (Eckhart Petzold). 

## Geschichte
Ihren ersten Song Tausend bunte Lichter veröffentlichte die Band 1997. Neben Gitarren sind auch Keyboards und Synthesizer in ihrer Musik zu hören. Die Auslegung liegt aber auf elektronischen Sounds. Die Texte der Band sind lyrisch und teilweise vom Dadaismus geprägt. Zu erkennen sind auch Bezüge auf Bands wie The Smiths, so beispielsweise im Coversong Some Girls Are Bigger than Others. 2007 veröffentlichte die Band ein Album namens Mädchenmusik, welches hauptsächlich das Nachtleben in einer fiktiven Großstadt thematisiert. Am 5. Oktober 2012 erschien das zweite Album der Band mit dem Titel Die Fälschung der Welt.
2010 trat die Band anlässlich der Expo 2010 in Shanghai im deutschen Pavillon auf. 2011 gewann die Band mit ihrem Titel Festung Europa den von der Zeitschrift Spex und dem Internetradiosender ByteFM ausgerufenen Protestsongwettbewerb.
2023 erschien das dritte Album der Band, an dem jedoch Ekki Labor nicht mehr aktiv beteiligt war.

## Diskografie
Alben
- 2007: Mädchenmusik (ZickZack Records)
- 2012: Die Fälschung der Welt (CD: ZickZack Records / Doppel-LP: Major Label)
- 2023: Signs & Sparks (Major Label)

EPs
- 1998: Sport macht Spaß (Eigenveröffentlichung)
- 2007: Frohe Schritte (ZickZack Records)
- 2023: Sparks (Major Label)